# De Buurt Optimist
De Buurt Optimist is een gedenkteken in Amsterdam-Oost ter nagedachtenis van buurtbewoonster Diana Gemert. Het bronzen kunstwerk is in 2023 gemaakt door beeldend kunstenaar Sarah van Sonsbeeck.

## Achtergrond
Diana Ingrid (Diaantje of Diaan) Gemert (Paramaribo, april 1969 - Amsterdam, 10 oktober 2022) was bewoner van een etagewoning aan de Mauritsstraat in de Swammerdambuurt in Amsterdam-Oost. Ze werd omschreven als een 'verward persoon' en verzon een deel van haar levensloop bij elkaar: onder andere zou ze hebben geschreven in The New York Times en had ze contacten met de FBI en zou ze undercover in Nederland zijn. Ze wilde ook graag een buurtkrant opzetten met de naam De Buurt Optimist. Wat ze wel had, waren Facebookpagina's, waarvan een met de titel Jordan Amber Kennedy-daimler.
Door haar problemen werd ze onder andere van nutsvoorzieningen afgesloten. In oktober 2022 overleed zij door brand in haar portiekflat, waarschijnlijk door de kaarsen die ze gebruikte om zich warm te houden.
Hoewel Gemert voor overlast zorgde, werd zij door buurtgenoten gewaardeerd en stond ze bekend om haar vriendelijkheid en kleurrijke verhalen. Buurtgenoten en ook woningbouwvereniging De Key voelden het als een falen van hulpverleningsinstanties dat er niet eerder was ingegrepen. Met de crowdfunding die haar buurtgenoten opzetten kon ze begraven worden op De Nieuwe Ooster.

### Monument

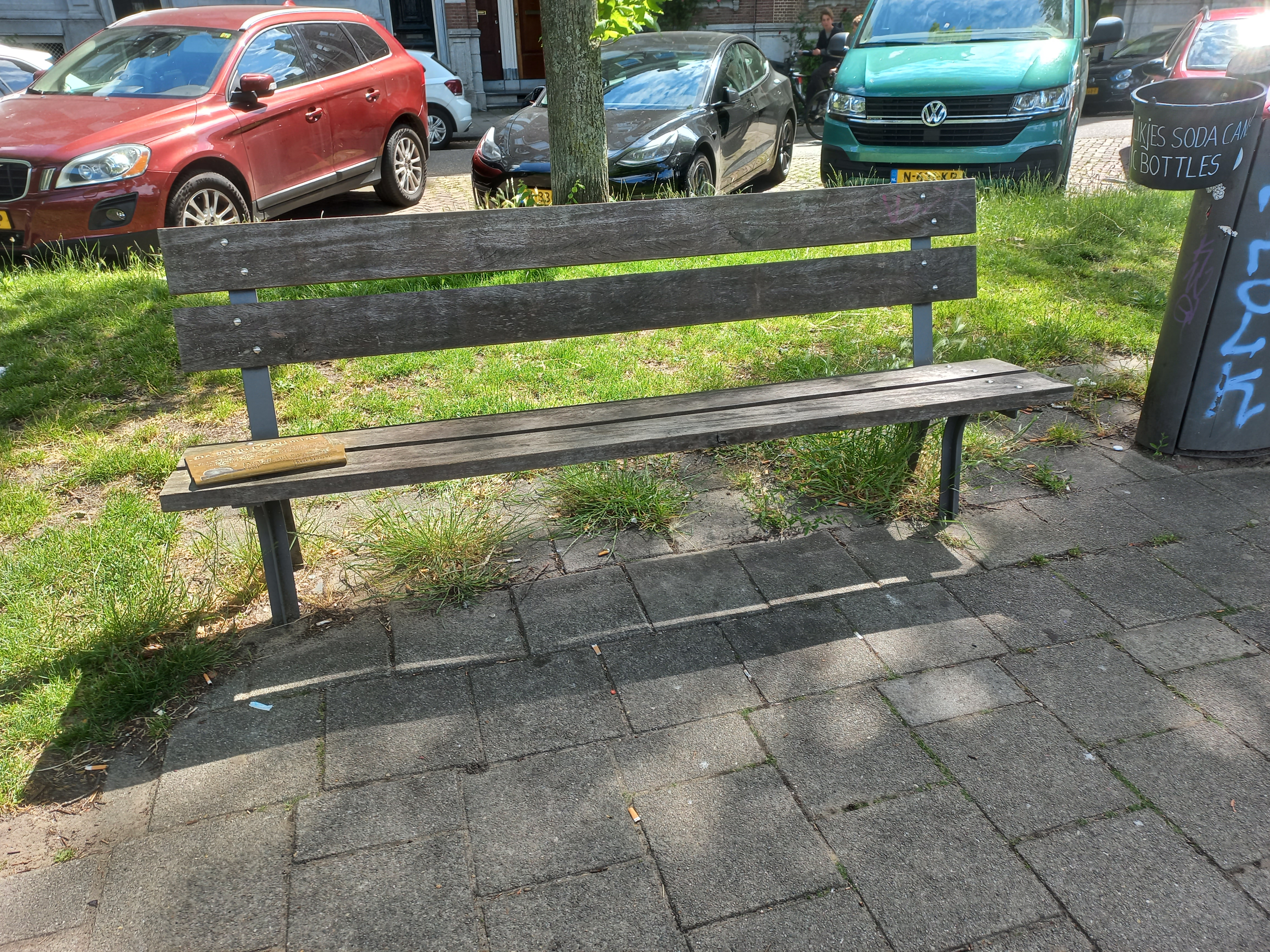
Bankje (juni 2025)

Van de zevenduizend euro uit de crowdfunding kon ook nog een gedenkteken gemaakt worden, en de buurt vroeg Van Sonsbeeck om een ontwerp. Het werd een bronzen opgevouwen exemplaar van de fictieve krant De Buurt Optimist, gedateerd op de dag van de onthulling. De krant is gemonteerd op een stadsbankje in een groenstrook langs de Weesperzijde, om de hoek bij de Mauritsstraat. Volgens Sonsbeeck was Gemert zelf de buurtoptimist. Bij de onthulling op 10 oktober 2023 was ook Gemerts zoon aanwezig.